# Dokkōdō
El Dokkōdō (獨行道, «El camí de la soledat», «El camí que s'ha seguir a soles») és una obra escrita per Miyamoto Musashi una setmana abans de la seua mort en 1645. És una obra breu consistent en 19 a 21 preceptes (els preceptes 4 i 20 s'ometen de la versió original). El Dokkōdō va ser escrit quan Musashi repartia les seues possessions per a preparar-se a la mort i ho va dedicar al seu deixeble favorit: Terao Magonojo. En aquest document s'expressa una forma de vida estricta, honesta i ascètica.

## Els preceptes
1. Accepta tot exactament de la manera que és.
2. No busques el plaer pel seu propi bé.
3. Sota cap circumstància, no depengues d'un sentiment parcial.
4. Pensa lleugerament en tu i profundament en el món.
5. Mantén-te separat del desig al llarg de tota la teua vida.
6. No et penedisques del que has fet.
7. Mai sigues gelós.
8. Mai t'entristisques per una separació.
9. El ressentiment i les queixes no són adequades ni cap a tu mateix ni cap a uns altres.
10. Mai permetes que et guie la luxúria o l'amor.
11. No tingues preferències en cap cosa.
12. S'indiferent cap a on vius.
13. No perseguisques tastar bon menjar.
14. No t'aferres a possessions que ja no necessites.
15. No actues seguint costums o creences.
16. No col·leccionis armes ni hi practiquis més enllà de l'útil.
17. No tingues por a la mort.
18. No busques posseir béns o feus en la teua vellesa.
19. Respecte a Buda i els déus sense comptar amb la seua ajuda.
20. Pots abandonar el teu cos però has de perseverar en l'honor.
21. Mai t'apartes del Camí.